# Немецкие переселенцы
Немецкие переселенцы (официально: нем. Aussiedler — «переселенцы»; с 1993 года — Spätaussiedler — «поздние переселенцы») — лица немецкой национальности или немецкие граждане, попадающие под действие «Закона о делах перемещённых лиц и беженцев», принятого в 1953 году, а также члены их семей, переселившиеся в Германию на постоянное проживание в рамках процедуры приёма по данному закону. С сентября 2013 года в силу вступили новые положения, облегчающие приём немецких переселенцев.

## Статус переселенца (до 1993 года)
В оригинальной версии закона немецкие переселенцы (этнические немцы и немецкие граждане — «аусзидлеры»), проживающие на территориях Восточной Европы, СССР и Китая приравнивались к немецким беженцам и депортированным лицам, вынужденным переселиться в ФРГ в ходе и после Второй мировой войны.

§ 1 Изгнанные
(2) Изгнанным является также немецкий гражданин или лицо немецкой национальности, которое
3. в результате мер по высылке покинул или покидает находящиеся под чужим управлением территории бывших немецких восточных областей, Данцига, Эстонии, Латвии, Литвы, Советского Союза, Польши, Чехословакии, Венгрии, Румынии, Болгарии, Югославии или Албании, кроме случаев, если оно лишь после 8 мая 1945 года обосновалось там для поселения («переселенцы»).
Оригинальный текст (нем.)§ 1 Vertriebener

(2) Vertriebener ist auch, wer als deutscher Staatsangehöriger oder deutscher Volkszugehöriger

3. nach Abschluß der allgemeinen Vertreibungsmaßnahmen die zur Zeit unter fremder Verwaltung stehenden deutschen Ostgebiete, Danzig, Estland, Lettland, Litauen, die Sowjetunion, Polen, die Tschechoslowakei, Ungarn, Rumänien, Bulgarien, Jugoslawien oder Albanien verlassen hat oder verläßt, es sei denn, daß er erst nach dem 8. Mai 1945 einen Wohnsitz in diesen Gebieten begründet hat (Aussiedler).

— Bundesvertriebenengesetz: § 1 Vertriebener (оригинальная редакция, 1953)

## Поздние переселенцы (с 1993 года)

### Статус позднего переселенца
Решение о присвоении лицу статуса позднего переселенца (в просторечии — «шпетаусзидлера», нем. Spätaussiedler), выносится Федеральным административным ведомством Германии и следует ещё в стране его проживания и до его фактического переселения в Германию. Основой для присвоения такого статуса является принятый в ФРГ и вступивший в силу 19 мая 1953 года Федеральный закон об изгнанных и беженцах, распространяемый помимо прочего и на немецких переселенцев.
Для заявки на получение статуса позднего переселенца необходимо направить в Федеральное административное ведомство Германии заявление на приём по Федеральному закону об изгнанных (нем. Antrag auf Aufnahme nach dem Bundesvertriebenengesetz). В действующей редакции § 4 «Федерального закона о изгнанных и беженцах» указаны следующее определение позднего переселенца:

§ 4 Поздние переселенцы
(1) Поздним переселенцем является лицо немецкой национальности, в рамках процедуры приёма переселенцев, покинувшее после 31 декабря 1992 года республики бывшего СССР и в течение 6 месяцев, прибывшее на постоянное место жительства на территорию действия данного закона, если оно постоянно проживало на территориях выселения:
1. с 8 мая 1945 года или
2. после своего изгнания или изгнания родителя с 31 марта 1952 года или
3. с рождения, если оно родилось до 1 января 1993 года и происходит от лица, на день 8 мая 1945 год, подпадающего под пункт 1, или на день 31 марта 1952 года, подпадающего под пункт 2, за исключением того случая, если его предки только после 31 марта 1952 года поселились на территориях расселения.

(2) Поздним переселенцем признаётся также лицо немецкой национальности из районов выселения, указанных в § 1, абз. 2, п. 3 за исключением стран, указанных в абзаце 1 настоящего параграфа, если оно выполняет прочие условия абзаца 1 и может подтвердить то, что оно на 31 декабря 1992 или позже подвергалось ущемлениям из-за своей немецкой этнической принадлежности, или пострадало от последствий предыдущих ущемлений.
(3) Поздний переселенец — немец по статье 116 абз. 1 Основного закона. Супруги и потомки поздних переселенцев, включённые в решение о приёме согласно предложению 2 абз. 1 § 27 настоящего закона, приобретают этот правовой статус, если включение не потеряло действительность, с их приёмом на территории действия закона.
Оригинальный текст (нем.)§ 4 Spätaussiedler

(1) Spätaussiedler ist in der Regel ein deutscher Volkszugehöriger, der die Republiken der ehemaligen Sowjetunion nach dem 31. Dezember 1992 im Wege des Aufnahmeverfahrens verlassen und innerhalb von sechs Monaten im Geltungsbereich des Gesetzes seinen ständigen Aufenthalt genommen hat, wenn er zuvor 

1. seit dem 8. Mai 1945 oder

2. nach seiner Vertreibung oder der Vertreibung eines Elternteils seit dem 31. März 1952 oder

3. seit seiner Geburt, wenn er vor dem 1. Januar 1993 geboren ist und von einer Person abstammt, die die Stichtagsvoraussetzung des 8. Mai 1945 nach Nummer 1 oder des 31. März 1952 nach Nummer 2 erfüllt, es sei denn, dass Eltern oder Voreltern ihren Wohnsitz erst nach dem 31. März 1952 in die Aussiedlungsgebiete verlegt haben,

seinen Wohnsitz in den Aussiedlungsgebieten hatte.

(2) Spätaussiedler ist auch ein deutscher Volkszugehöriger aus den Aussiedlungsgebieten des § 1 Abs. 2 Nr. 3 außer den in Absatz 1 genannten Staaten, der die übrigen Voraussetzungen des Absatzes 1 erfüllt und glaubhaft macht, dass er am 31. Dezember 1992 oder danach Benachteiligungen oder Nachwirkungen früherer Benachteiligungen auf Grund deutscher Volkszugehörigkeit unterlag.

(3) Der Spätaussiedler ist Deutscher im Sinne des Artikels 116 Abs. 1 des Grundgesetzes. Ehegatten oder Abkömmlinge von Spätaussiedlern, die nach § 27 Abs. 1 Satz 2 in den Aufnahmebescheid einbezogen worden sind, erwerben, sofern die Einbeziehung nicht unwirksam geworden ist, diese Rechtsstellung mit ihrer Aufnahme im Geltungsbereich des Gesetzes.
— Bundesvertriebenengesetz: § 4 Spätaussiedler (нем.)
Лицо, подтвердившее свою принадлежность к немецкой национальности в рамках закона, получает «решение о приёме» (в просторечии — «вызов», нем. Aufnahmebescheid), гарантирующее, что при переезде в Германию оно будет принято по вышеупомянутому закону.

### Процедура приёма
Законом от 28 июня 1990 года была введена двухступенчатая процедура приёма переселенцев, действующая по сей день. Первая ступень проходит в стране проживания претендента на статус переселенца и проводится Федеральным административным ведомством Германии, в результате которой заявление претендента проверяется на соответствие закону об изгнанных и беженцах. Рассмотрение заявления лица, уже находящегося в Германии, возможно лишь в исключительных случаях.
Важным условием присвоения статуса является наличие негативных последствий, которые заявителю пришлось испытать в своей жизни по причине его немецкой национальности. Для заявителей из стран бывшего СССР наличие таких последствий предполагается по умолчанию. Заявители из других стран, а также с 2007 года и заявители из стран Балтии должны доказывать наличие после 31 декабря 1992 года таких негативных последствий.
Вторым условием присвоения статуса позднего переселенца является принадлежность к немецкой национальности в соответствии с актуальной версией § 6 закона о беженцах и изгнанных. С 1996 года в рамках такой проверки с претендентом на статус позднего переселенца проводится собеседование (в просторечии — «шпрахтест», от нем. Sprachtest), в результате которого проверяется способность кандидата вести простой разговор на немецком языке.

### Совместный выезд членов семьи переселенца
Члены семьи переселенца (супруги и прямые потомки — дети, внуки, правнуки и т. д.), не подтвердившие свою принадлежность к немецкой национальности в рамках закона, на определённых условиях также могут быть включены в решение о приёме и иметь возможность на совместное переселение в Германию. Условия совместного переселения членов семьи претерпевали значительные изменения в 2004 и 2013 годах.
Однако это возможно лишь в случае подачи основным лицом, получившим статус переселенца, заявления о «прикреплении» членов его семьи к «решению о приёме» переселенца — основного заявителя. Только при получении разрешения на совместный выезд («вызов» для членов семьи — нем. Einbeziehungsbescheid) указанные члены семьи, согласно § 7 и § 8 закона об изгнанных и беженцах, могут также переселяться в Германию. При этом это возможно лишь вместе с признанным переселенцем. Самостоятельного права на переселение в Германию в рамках данного закона такие лица не имеют.
С вступлением в силу закона о миграции 1 января 2005 года были изменены правила приёма членов семьи лиц, признанных поздними переселенцами. Так, выдача «прикреплений» стала возможна лишь только тем членам семьи, которых поздний переселенец сам по своему волеизъявлению пожелал взять с собой в Германию. Кроме того, эти члены семьи должны доказать владение немецким языком на уровне A1 общеевропейских компетенций владения языком, что может быть доказано получением языкового сертификата Start Deutsch 1, выдаваемого отделениями Института имени Гёте. Присоединение несовершеннолетних потомков стало возможным лишь вместе с родителями, а присоединение ненемецких супругов — лишь в случае нахождения в браке не менее 3 лет. Прикрепление членов семьи к «вызову» должно происходить до переселения основного заявителя в Германию.
В случае невыполнения данных условий члены семей позднего переселенца могут рассчитывать на переселение в Германию лишь в рамках общей процедуры воссоединения семей на правах иностранцев. Исключением являются случаи, когда супруги переселенцев, не удовлетворяющие требованиям к «включению» (например, не сдавшие тест на знание языка), выезжают совместно с переселенцем с целью совместной опеки над несовершеннолетним ребёнком.

### Новые положения 2013/2014
С 14 сентября 2013 года в силу вступают новые положения, облегчающие претендентам получение статуса «позднего переселенца» и условия «прикрепления» членов семьи.
Изначально прикрепление членов семьи к основному «вызову» должно было осуществляться до переселения основного члена семьи, получившего статус переселенца. После его переселения в Германию «присоединение» оставшихся в стране проживания членов семьи, за некоторыми исключениями (особые трудности — нем. Härtefall), более было невозможно.
После вступивших в 2013 году изменений стало возможным «присоединение» оставшихся членов семьи к основному «вызову» задним числом, если основной заявитель, признанный поздним переселенцем, уже переселился в Германию. Теперь более не требуется, чтобы все члены семьи обязательно переселялись вместе. Общие требования для включения членов семьи остаются, однако, неизменными. В частности, члены семьи должны предоставить языковой сертификат, подтверждающий владение немецким языком на уровне A1. От сдачи теста освобождаются теперь не только инвалиды, как это было ранее, но и больные лица, а также все несовершеннолетние дети.
Кроме того, облегчились условия приёма самих поздних переселенцев. Претендент на статус переселенца должен, по-прежнему, показать владение немецким языком на уровне простого разговора. Однако, теперь ему необязательно доказывать приобретение языка в семье. Это означает, что немецкий язык может быть выучен и в качестве иностранного языка (необходим уровень B1). Более того, «шпрахтест» теперь может быть повторён, и лица, получившие отказ в переселении в Германию в качестве переселенцев в соответствии с действовавшими до 2013 года условиями приёма, получают возможность повторной подачи заявления и пересмотра дела.
В связи с войной на востоке Украины заявления от жителей конфликтных регионов с июля 2014 года рассматриваются вне очереди.
В июле 2015 года Федеральный административный суд Германии, рассмотрев 11 тысяч исков от супругов и детей поздних переселенцев, прибывших в Германию со статусом § 7 «закона о переселенцах», постановил, что облегчения, вступившие в силу в 2013 году, затрагивают лишь переселенцев и членов их семей, прибывших в Германию после 13 сентября 2013 года. Соответственно для лиц, прибывших в Германию в прошлые годы, закон действует в той формулировке, которая существовала на момент их переселения. По этой причине Федеральное административное ведомство Германии не будет принимать к пересмотру дела уже живущих в Германии лиц, прибывших со статусом § 7 «закона о переселенцах», с просьбой о присвоении им статуса переселенца по § 4.

## После прибытия в Германию
После получения «вызова» и «прикрепления» для членов семьи всем переселяющимся необходимо получить визу для въезда и пребывания в ФРГ. После прибытия в ФРГ проходит вторая фаза процедуры приёма, которая заключается в окончательном присвоении статуса позднего переселенца и выдаче соответствующего свидетельства (нем. Spätaussiedlerbescheinigung) позднему переселенцу и членам его семьи, согласно § 15 закона об изгнанных и беженцах.
До 1996 года с кандидатами на статус позднего переселенца не проводилось личного собеседования для установления степени владения немецким языком. Решение принималось, исходя из предоставленных в анкете данных. Так как окончательное присвоение статуса позднего переселенца производилось уже в Германии, нередки были случаи, когда по прибытии в приёмный лагерь у переселенцев забирались решения о приёме по причине недостаточных знаний немецкого языка. В этом случае лишённые статуса переселенца люди должны были возвращаться в страну прежнего проживания, так как по истечении визы находились в Германии нелегально.

### Получениегражданства ФРГ
Поздние переселенцы и члены их семей, включённые в «решение о приёме», согласно § 7 закона об изгнанных и беженцах, признаются немцами в смысле статьи 116 Конституции ФРГ («статусные немцы»). На основании полученного свидетельства о статусе переселенца, согласно § 7 закона о гражданстве Германии, данные лица автоматически получают немецкое гражданство. При этом от них не требуется прохождение процедуры натурализации и отказа от гражданства страны происхождения. До 1 августа 1999 года переселенцы формально должны были пройти процедуру натурализации. В случае, если право страны происхождения разрешает, то уже рождённые в Германии дети переселенцев также получают гражданство страны происхождения наряду с гражданством ФРГ.
Независимо от наличия или отсутствия гражданства другой страны все лица, имеющие гражданство ФРГ, впредь рассматриваются Германией как немецкие граждане. При этом государство, в котором переселенцы проживали до переселения в Германию, может после получения ими немецкого паспорта либо сохранить за ними своё гражданство (как, например, Россия), либо лишить их его (как, например, Казахстан).
Прочие члены семьи, не удовлетворяющие условиям § 7, однако удовлетворяющие условиям § 8 закона об изгнанных и беженцах, не получают по прибытии в Германию немецкого гражданства, однако могут рассчитывать на ВНЖ на правах иностранных граждан, а затем по желанию получить гражданство ФРГ на общих для иностранцев основаниях в результате натурализации.

### Распределение переселенцев в Германии
В 1989 году был принят закон, действовавший до конца 2009 года, согласно которому вновь прибывшие переселенцы распределялись по территории Германии по определённым квотам (так называемый «кёнигштайнский ключ» — нем. Königsteiner Schlüssel) и должны были в течение определённого времени жить в указанном населённом пункте (с 2000 года этот срок составлял три года). Только при соблюдении переселенцами этого требования они могли рассчитывать на социальную помощь государства. Несмотря на отмену этого закона, первичное распределение по федеральным землям существует до сих пор в соответствии с § 8 закона об изгнанных и переселенцах.

## Статистика

### Общее число переселенцев
С 1950 года в Германию прибыло более 4,5 миллионов переселенцев и поздних переселенцев. До конца 1980-х годов при этом доминировали переселенцы из Польши и Румынии, а с 1990 года основным контингентом стали переселенцы из СССР, а после его распада — из стран постсоветского пространства.
| Период    | Всего     | в том числе по отдельным статистическим регионам | в том числе по отдельным статистическим регионам | в том числе по отдельным статистическим регионам | в том числе по отдельным статистическим регионам | в том числе по отдельным статистическим регионам | в том числе по отдельным статистическим регионам | в том числе по отдельным статистическим регионам |
| Период    | Всего     | Бывший СССР                                      | Польша                                           | Румыния                                          | Бывшая Чехословакия                              | Бывшая Югославия                                 | Венгрия                                          | Прочие страны                                    |
| --------- | --------- | ------------------------------------------------ | ------------------------------------------------ | ------------------------------------------------ | ------------------------------------------------ | ------------------------------------------------ | ------------------------------------------------ | ------------------------------------------------ |
| 1950-1959 | 438.225   | 13.604                                           | 292.157                                          | 3.454                                            | 20.361                                           | 57.517                                           | 4.400                                            | 46.732                                           |
| 1960-1969 | 221.516   | 8.571                                            | 110.618                                          | 16.294                                           | 55.733                                           | 21.108                                           | 3.815                                            | 5.377                                            |
| 1970-1979 | 355.381   | 56.583                                           | 202.718                                          | 71.417                                           | 12.278                                           | 6.205                                            | 3.757                                            | 2.423                                            |
| 1980-1989 | 984.087   | 176.565                                          | 632.803                                          | 151.161                                          | 12.727                                           | 3.282                                            | 6.622                                            | 927                                              |
| 1990-1999 | 2.029.176 | 1.630.107                                        | 204.078                                          | 186.354                                          | 3.452                                            | 2.222                                            | 2.802                                            | 161                                              |
| 2000-2009 | 474.276   | 469.906                                          | 2.701                                            | 1.535                                            | 69                                               | 36                                               | 23                                               | 6                                                |
| 2010-2015 | 20.509    | 20.266                                           | 126                                              | 108                                              | 7                                                | 0                                                | 0                                                | 2                                                |
| 2016-2020 | 32.237    | 32.178                                           | 37                                               | 19                                               | 2                                                | 0                                                | 0                                                | 1                                                |
| Итого     | 4.555.407 | 2.407.780                                        | 1.445.238                                        | 430.342                                          | 104.629                                          | 90.370                                           | 21.419                                           | 55.629                                           |

По данным федерального статистического бюро Германии, на 2011 год в стране проживало 3,2 миллионов человек, переселившихся в Германию в качестве переселенцев и членов их семей. Это число составляет 71 % от общего числа лиц (4,5 миллионов), прибывших с 1950-х годов в Германию в статусе переселенца или позднего переселенца. Почти три четверти всех переселенцев проживают в четырёх федеральных землях: Баварии, Северном Рейне-Вестфалии, Баден-Вюртемберге и Нижней Саксонии. В новых землях (без учёта Берлина) проживает всего около 5 % переселенцев и членов их семей.

### Статистика по странам происхождения после 1990 года
В период 1990—2011 годов в Германию прибыло 2.507.950 человек в качестве «немецких переселенцев», большинство из которых осталось жить в ФРГ. Более половины живущих сегодня в Германии переселенцев составляют выходцы из стран бывшего СССР (1,45 миллионов человек), в том числе из России (612 тысяч) и Казахстана (575 тысяч). Кроме того, большое число проживающих в Германии переселенцев прибыло из Польши (579 тысяч) и Румынии (213 тысяч).
Если в 1990 году переселенцы из Польши и Румынии составляли соответственно 33,7 % и 28 % всех немецких переселенцев, то в уже в 2000 году они вместе составили не более 1,1 % от всех переселенцев. Наибольший процент немецкие переселенцы из Польши и Румынии составляли с 1985 по 1989 годы. С 1990 года значительно возрос поток переселенцев из стран бывшего СССР. Так, их число возросло с 37,3 % в 1990 году до 94,7 % в 1993 году. С 1994 года число немецких переселенцев из стран бывшего СССР не падает ниже 95 %. Всего же в период с 1990 по 2011 годы в Германию в качестве переселенцев прибыло 926.367 человек из Казахстана, 699.395 человек из России, 206.846 человек из Польши, 187.925 человек из Румынии, 73.807 человек из Киргизии, 41.198 человек с Украины. Среди всех 2.148 прибывших в 2011 году в Германию переселенцев 36,5 % составляли лица моложе 24 лет, 33,2 % — лица 25-44 лет.
В следующей таблице приводятся официальные данные Федерального административного ведомства о количестве немецких переселенцев, прибывших в Германию с 1990 года, и членов их семей (то есть всех лиц, учтённых по параграфам 4, 7 и 8). Статистика указана по странам происхождения переселенцев. Данные за 2018 год представлены по состоянию на конец апреля. До 2008 года подробная статистика по некоторым странам бывшего СССР отдельно не представлена.
| Год  | Общее число | в том числе отдельно по странам | в том числе отдельно по странам | в том числе отдельно по странам | в том числе отдельно по странам | в том числе отдельно по странам | в том числе отдельно по странам | в том числе отдельно по странам | в том числе отдельно по странам | в том числе отдельно по странам | в том числе отдельно по странам | в том числе отдельно по странам | в том числе отдельно по странам | в том числе отдельно по странам | в том числе отдельно по странам | в том числе отдельно по странам | в том числе отдельно по странам | в том числе отдельно по странам | в том числе отдельно по странам |
| Год  | Общее число | страны бывшего СССР             | страны бывшего СССР             | страны бывшего СССР             | страны бывшего СССР             | страны бывшего СССР             | страны бывшего СССР             | страны бывшего СССР             | страны бывшего СССР             | страны бывшего СССР             | страны бывшего СССР             | страны бывшего СССР             | страны бывшего СССР             | страны бывшего СССР             | страны бывшего СССР             | страны бывшего СССР             | POL                             | ROU                             | Прочие страны*                  |
| Год  | Общее число | RUS                             | UKR                             | BLR                             | MDA                             | EST                             | LVA                             | LTU                             | ARM                             | AZE                             | GEO                             | KAZ                             | KGZ                             | TJK                             | TKM                             | UZB                             | POL                             | ROU                             | Прочие страны*                  |
| ---- | ----------- | ------------------------------- | ------------------------------- | ------------------------------- | ------------------------------- | ------------------------------- | ------------------------------- | ------------------------------- | ------------------------------- | ------------------------------- | ------------------------------- | ------------------------------- | ------------------------------- | ------------------------------- | ------------------------------- | ------------------------------- | ------------------------------- | ------------------------------- | ------------------------------- |
| 1990 | 397.073     | 147.950                         | 147.950                         | 147.950                         | 147.950                         | 147.950                         | 147.950                         | 147.950                         | 147.950                         | 147.950                         | 147.950                         | 147.950                         | 147.950                         | 147.950                         | 147.950                         | 147.950                         | 133.872                         | 111.150                         | 4.101                           |
| 1991 | 221.995     | 147.333                         | 147.333                         | 147.333                         | 147.333                         | 147.333                         | 147.333                         | 147.333                         | 147.333                         | 147.333                         | 147.333                         | 147.333                         | 147.333                         | 147.333                         | 147.333                         | 147.333                         | 40.131                          | 32.184                          | 2.347                           |
| 1992 | 230.565     | 55.882                          | 2.700                           |                                 |                                 |                                 |                                 |                                 |                                 |                                 |                                 | 114.426                         | 12.620                          | 3.305                           |                                 | 3.946                           | 17.749                          | 16.154                          | 3.783                           |
| 1993 | 218.888     | 67.365                          | 2.711                           |                                 |                                 |                                 |                                 |                                 |                                 |                                 |                                 | 113.288                         | 12.373                          | 4.801                           |                                 | 3.882                           | 5.431                           | 5.811                           | 3.226                           |
| 1994 | 222.591     | 68.397                          | 3.139                           |                                 |                                 |                                 |                                 |                                 |                                 |                                 |                                 | 121.517                         | 10.847                          | 2.804                           |                                 | 3.757                           | 2.440                           | 6.615                           | 3.075                           |
| 1995 | 217.898     | 71.685                          | 3.650                           |                                 |                                 |                                 |                                 |                                 |                                 |                                 |                                 | 117.148                         | 8.858                           | 1.834                           |                                 | 3.468                           | 1.677                           | 6.519                           | 3.059                           |
| 1996 | 177.751     | 63.311                          | 3.460                           |                                 |                                 |                                 |                                 |                                 |                                 |                                 |                                 | 92.125                          | 7.467                           | 870                             |                                 | 2.797                           | 1.175                           | 4.284                           | 2.262                           |
| 1997 | 134.419     | 47.055                          | 3.153                           |                                 |                                 |                                 |                                 |                                 |                                 |                                 |                                 | 73.967                          | 4.010                           | 415                             |                                 | 1.885                           | 687                             | 1.777                           | 1.470                           |
| 1998 | 103.080     | 41.054                          | 2.983                           |                                 |                                 |                                 |                                 |                                 |                                 |                                 |                                 | 51.132                          | 3.253                           | 203                             |                                 | 1.528                           | 488                             | 1.005                           | 1.434                           |
| 1999 | 104.916     | 45.951                          | 2.762                           |                                 |                                 |                                 |                                 |                                 |                                 |                                 |                                 | 49.391                          | 2.742                           | 112                             |                                 | 1.193                           | 428                             | 855                             | 1.482                           |
| 2000 | 95.615      | 41.478                          | 2.773                           |                                 |                                 |                                 |                                 |                                 |                                 |                                 |                                 | 45.657                          | 2.317                           | 62                              |                                 | 920                             | 484                             | 547                             | 1.377                           |
| 2001 | 98.484      | 43.885                          | 3.176                           |                                 |                                 |                                 |                                 |                                 |                                 |                                 |                                 | 46.178                          | 2.020                           | 56                              |                                 | 990                             | 623                             | 380                             | 1.176                           |
| 2002 | 91.416      | 44.493                          | 3.179                           |                                 |                                 |                                 |                                 |                                 |                                 |                                 |                                 | 38.653                          | 2.047                           | 32                              |                                 | 844                             | 553                             | 256                             | 1.359                           |
| 2003 | 72.885      | 39.404                          | 2.711                           |                                 |                                 |                                 |                                 |                                 |                                 |                                 |                                 | 26.391                          | 2.040                           | 26                              |                                 | 714                             | 444                             | 137                             | 1.018                           |
| 2004 | 59.093      | 33.358                          | 2.299                           |                                 |                                 |                                 |                                 |                                 |                                 |                                 |                                 | 19.828                          | 1.634                           | 27                              |                                 | 646                             | 278                             | 76                              | 947                             |
| 2005 | 35.522      | 21.113                          | 1.306                           |                                 |                                 |                                 |                                 |                                 |                                 |                                 |                                 | 11.206                          | 840                             | 15                              |                                 | 307                             | 80                              | 39                              | 616                             |
| 2006 | 7.747       | 5.189                           | 314                             |                                 |                                 |                                 |                                 |                                 |                                 |                                 |                                 | 1.760                           | 183                             | 6                               |                                 | 62                              | 80                              | 40                              | 113                             |
| 2007 | 5.792       | 3.735                           | 244                             |                                 |                                 |                                 |                                 |                                 |                                 |                                 |                                 | 1.279                           | 211                             | 10                              |                                 | 96                              | 70                              | 21                              | 126                             |
| 2008 | 4.362       | 2.682                           | 216                             | 41                              | 39                              | 3                               | 5                               | 9                               | 6                               | 10                              | 0                               | 1.025                           | 124                             | 11                              | 9                               | 121                             | 44                              | 16                              | 1                               |
| 2009 | 3.360       | 1.935                           | 266                             | 10                              | 18                              | 12                              | 2                               | 16                              | 19                              | 0                               | 15                              | 836                             | 115                             | 2                               | 2                               | 44                              | 45                              | 23                              | 0                               |
| 2010 | 2.350       | 1.462                           | 160                             | 18                              | 17                              | 7                               | 2                               | 3                               | 0                               | 0                               | 3                               | 508                             | 95                              | 6                               | 4                               | 12                              | 34                              | 15                              | 4                               |
| 2011 | 2.148       | 1.257                           | 90                              | 16                              | 1                               | 3                               | 10                              | 6                               | 10                              | 1                               | 0                               | 616                             | 65                              | 8                               | 0                               | 9                               | 33                              | 21                              | 2                               |
| 2012 | 1.817       | 1.119                           | 118                             | 3                               | 0                               | 1                               | 8                               | 0                               | 2                               | 0                               | 5                               | 422                             | 97                              | 0                               | 1                               | 6                               | 12                              | 22                              | 1                               |
| 2013 | 2.427       | 1.307                           | 159                             | 24                              | 12                              | 0                               | 1                               | 6                               | 4                               | 3                               | 0                               | 785                             | 59                              | 10                              | 4                               | 12                              | 11                              | 30                              | 0                               |
| 2014 | 5.649       | 2.708                           | 532                             | 42                              | 34                              | 4                               | 3                               | 5                               | 27                              | 6                               | 15                              | 2.069                           | 120                             | 4                               | 1                               | 47                              | 23                              | 9                               | 0                               |
| 2015 | 6.118       | 2.760                           | 926                             | 80                              | 45                              | 0                               | 7                               | 0                               | 27                              | 1                               | 14                              | 1.988                           | 144                             | 9                               | 15                              | 80                              | 13                              | 7                               | 2                               |
| 2016 | 6.588       | 3.035                           | 719                             | 133                             | 63                              | 0                               | 1                               | 9                               | 19                              | 12                              | 32                              | 2.332                           | 137                             | 13                              | 14                              | 53                              | 9                               | 7                               | 0                               |
| 2017 | 7.059       | 3.116                           | 795                             | 124                             | 92                              | 0                               | 4                               | 3                               | 16                              | 3                               | 39                              | 2.690                           | 91                              | 12                              | 5                               | 53                              | 11                              | 4                               | 1                               |
| 2018 | 7.126       | 3.496                           | 873                             | 109                             | 86                              | 0                               | 0                               | 1                               | 16                              | 14                              | 22                              | 2.292                           | 120                             | 4                               | 22                              | 57                              | 10                              | 2                               | 2                               |
| 2019 | 7.155       | 3.424                           | 669                             | 144                             | 55                              | 0                               | 0                               | 0                               | 9                               | 18                              | 17                              | 2.597                           | 128                             | 1                               | 26                              | 61                              | 2                               | 3                               | 0                               |
| 2020 | 4.309       | 2.088                           | 296                             | 101                             | 16                              | 0                               | 0                               | 0                               | 0                               | 4                               | 8                               | 1.683                           | 70                              | 0                               | 0                               | 36                              | 4                               | 3                               | 0                               |
| 2021 | 7.052       | 3.595                           | 407                             | 72                              | 48                              | 0                               | 0                               | 0                               | 14                              | 18                              | 10                              | 2.674                           | 162                             | 5                               | 1                               | 40                              | 2                               | 4                               | 0                               |
| 2022 | 7.010       | 3.300                           | 933                             | 108                             | 22                              | 0                               | 0                               | 0                               | 18                              | 15                              | 12                              | 2.451                           | 113                             | 3                               | 8                               | 17                              | 5                               | 2                               | 3                               |

* К «прочим странам» в статистике относятся государства на территории бывших Югославии и Чехословакии, а также Албания, Венгрия, Болгария и Китай.

### Тенденции в изменении числа переселенцев
В 1990 году наблюдался пик переселения немцев в Германию. В этом году со статусом переселенца в страну прибыло 397.073 человек. В последующие годы стал наблюдаться медленный, но постоянный спад числа переселенцев. В 2000 году число переселенцев впервые не достигло и 100 тысяч человек. В 2011 году в Германию переселилось лишь 2148 человек, что составило наименьший показатель за всю историю приёма немцев по программе переселенцев с момента её открытия в 1950 году. С 1999 года также наблюдается и падение числа заявлений о приёме в Германию по программе переселенцев. В 2010 году было подано лишь 3908 заявлений, тогда как в 2004 их число составляло 34600 и в 1999 году — 117000. Всего же с 1990 по 2010 годы было подано 2,77 миллионов заявлений о переселении.
Федеральное ведомство по делам миграции и беженцев указывает несколько причин снижения потока немецких переселенцев в Германию. Среди них можно выделить следующие: снижение человеческого потенциала (число потенциальных переселенцев попросту иссякло); изменение условий приёма переселенцев (например, введение языкового теста, «отсеивающего» часть кандидатов); исчезновение причин, способствующих эмиграции немцев из стран происхождения.
Однако с 2013 года снова наблюдается новое постоянное увеличение числа переселенцев. Такое положение объясняется как принятием в 2013 году поправок к закону о переселенцах, облегчающих условия приёма и дающих возможность переселиться в Германию лицам, которым ранее в этом было отказано, так и нестабильной политической обстановкой, связанной с войной в Донбассе и аннексией Крыма.

## Факты
- Переселенцев («аусзидлеров») не следует путать с другими категориями немецких беженцев и перемещённых лиц, переселение которых в ФРГ также осуществлялось на основании данного закона.
- В Германии немецких переселенцев из стран бывшего СССР (России, Казахстана, Украины и др.) называют Russlanddeutsche (читается: руссланд-дойче), что переводится как «российские немцы».
- Несмотря на существующие квоты по распределению переселенцев, в некоторых городах и населённых пунктах доля переселенцев очень высока. Например, в 30-тысячном Клоппенбурге около четверти населения происходит из семей переселенцев из стран бывшего СССР[41][42]. Около 60-70 % жителей Хайдаха[нем.] (района города Пфорцхайма) также являются российскими немцами[43][44]. До трети жителей северо-западной части берлинского Марцана (около 200 тысяч человек) также составляют семьи «аусзидлеров»[45].

### Комментарии
1. ↑  К перечисленным территориям относятся: Восточные области Германской империи, Данциг, Эстония, Латвия, Литва, страны бывшего СССР, Польша, Чехословакия, Венгрия, Румыния, Болгария, Югославия, Албания и Китай.[2]